# Дороничев, Владимир Борисович
Владимир Борисович Дороничев (род. 12 июня 1961, Владивосток) — советский и российский археолог, кандидат исторических наук (1995), специалист по первобытной археологии, первооткрыватель и исследователь ряда археологических памятников, одним из наиболее известных является Треугольная пещера — одна из древнейших пещерных стоянок на Кавказе и в Восточной Европе, самая древняя стоянка в Карачаево-Черкесской Республике (возраст культурных слоев от 600 до 250 тысяч лет назад). Треугольная пещера включена в сборник «100 Великих археологических открытий», 1996 г.

## Биография
Родился 12 июня 1961 г. в г. Владивосток. Со школьных лет увлекался археологией, в школьные годы участвовал в археологических экспедициях на Дальнем Востоке.
В 1982—1984 гг. служил в воздушно-десантных войсках СА. В 1986 г. окончил кафедру археологии Ленинградского государственного университета. В 1989—1995 гг. — соискатель на кафедре археологии ЛГУ. С 1989 по 1994 г. — научный сотрудник Российского этнографического музея.
В 1995 г. — защитил кандидатскую диссертацию на тему «Палеолит Карачаево-Черкессии». В основу этой работы легли, прежде всего, материалы Треугольной пещеры, а также ряда других стоянок каменного века, открытых и изученных самим автором работы за более чем 10 лет.
С 1999 г. — директор Автономной некоммерческой организации в области гуманитарных и естественно-научных исследований «Лаборатория доистории».
Основная область исследования — археология каменного века Кавказа и Восточной Европы, ранний палеолит Западной Евразии, хронология и палеогеография плейстоцена.
Живёт и работает в г.Санкт-Петербург.
Женат. Дочь — Екатерина Дороничева, археолог.

## Научная и экспедиционная деятельность
С 1982 г. В. Б. Дороничев совместно с Л. В. Головановой открыл и исследовал десятки новых памятников каменного века на Кавказе.
В 1982 г. открыл Шаханскую позднеашельскую мастерскую (Майкопский район Республики Адыгея). В составе Северо-Кавказской палеолитической экспедиции (1986—1998 — ЛОИА/ИИМК, с 1999 г. по настоящее время — АНО «Лаборатория доистории») принимал участие в исследовании многослойных стоянок в пещерах Матузка и Мезмайская. В 2008—2010 гг. руководил раскопками самого раннего слоя в пещере Матузка в Апшеронском районе.
В 1987—1991 гг. В. Б. Дороничев руководил раскопками Треугольной пещеры на территории Карачаево-Черкесской Республики, в 1995 и 2000 гг. — проводил работы совместно с Л. В. Головановой. Исследователи выделяют в Треугольной пещере 14 плейстоценовых слоев, в которых орудия труда древнего человека залегают совместно с фаунистическими остатками. Материалы Треугольной пещеры закрывают огромное белое пятно в изучении древнейших этапов заселения Кавказа. Возраст древнейших орудий на этом памятнике составляет более 0,5 млн лет. Треугольная пещера входит в число наиболее хорошо сохранившихся и исследованных памятников раннего палеолита не только в нашей стране, но и в мире. По результатам междисциплинарных исследований Треугольной пещеры опубликованы десятки статей и коллективная монография. Треугольная пещера включена в сборник «100 Великих археологических открытий», 1996 г. Её исследованиями обнаружены не только богатейшие археологические и фаунистические коллекции, но и собраны уникальные коллекции микрофауны, моллюсков, получены данные по палеоботанике, проведено абсолютное датирование, что важно не только для изучения культуры человеке на древнейших этапах, но и для исследований по четвертичной геологии, эволюции видов, палеогеографии.
В 15 м от Треугольной пещеры в 1986 г. была открыта стоянка среднего палеолита в пещере Киспап. По мнению В. Б. Дороничева, отложения пещеры Киспап достраивают сверху колонку отложений Треугольной пещеры, позволяя проследить развитие культуры от эпохи раннего палеолита до среднего палеолита — эпохи неандертальцев.
В эти же годы была открыта и изучена стоянка открытого типа Баранаха-4. Здесь представлены отложения как мустьерского времени, так и эпипалеолита. В. Б. Дороничев отмечает, что мустьерский комплекс стоянки Баранаха-4 близок таким памятникам, как пещеры Монашеская, Баракаевская, Мезмайская и др. Фаунистические остатки свидетельствуют о том, что население данной стоянки специализировалось на охоте на крупных стадных животных, прежде всего на бизонов. Изучение стоянки Баранаха-4 позволило расширить ареал неандертальцев восточного микока далеко на восток Северного Кавказа.
Большое внимание в работах В. Б. Дороничева уделяется изучению технологии расщепления каменного сырья, им разработан метод динамического технологического анализа, подробно описан и был опробован В. Б. Дороничевым и Л. В. Головановой на материалах многих ранне- и средне-палеолитических стоянок Северо-Западного Кавказа, включая Абадзехское, Лучковское, Семияблоневское и Урупское местонахождения, Шаханское местонахождение-мастерскую, Фортепьянковское и Курджипское местонахождения, Мезмайскую пещеру, а также ашельского местонахождения Джрабер VII в Армении. В. Б. Дороничев рассматривает технологию расщепления как «систему, состоящую из трех взаимосвязанных технологических процессов: 1) технологии подготовки—последовательности подготовки нуклеусов к расщеплению (подбор сырья, подготовка его к собственно скалыванию „сколов-заготовок“, если таковая присутствует, пробное скалывание); 2) технологии скалывания—последовательности скалывания в одной системе снятий (подбор или оформление, а затем подправка ударных поверхностей, определённая последовательность снятия сколов с ударных поверхностей, подправка поверхностей скалывания); 3) технологии утилизации — последовательности изменения количества и расположения систем снятий на нуклеусах, которая выражается в односторонней, двухсторонней или многогранной (в разных плоскостях) основных формах утилизации».
Руководил и участвовал в археологических экспедициях на территории Карачаево-Черкесской Республики, Краснодарского края, Республики Адыгея, Кабардино-Балкарской Республики, Ставропольского края, на Русской Равнине, на российском Дальнем Востоке, а также в Южной Осетии, Эфиопии, Франции и ряде других стран.
Автор и соавтор более 250 научных публикаций на русском, английском, французском, испанском и других языках, в том числе шести книг. Согласно РИНЦ, входит в число 40 самых цитируемых российских историков. Количество цитирований по РИНЦ — 6893, индекс Хирша — 27; количество цитирований по Скопус — 6020.

### Основные научные публикации
Всего — более 250 печатных работ, некоторые из них:
- Non-Levallois bifacial assemblages with Levallois cores — an eastern «anomaly» into a nice picture. The Journal of the International Union for Prehistoric and Protohistoric Sciences. 2021. Vol. 3-2. pp. 38-62.
- Environment, Culture and Subsistence of Humans in the Caucasus between 40,000 and 10,000 Years Ago. Newcastle upon Tyne: Cambridge Scholars Publishing. Monograph. 2020. 569 p. (в соавт.) ISBN 1-5275-4250-5 https://www.cambridgescholars.com/product/978-1-5275-4250-1
- Le Paleolithique ancien de l’Europe orientale et du Caucase. // L’Anthropologie. 2011 Vol. 115, Issue 2. Pp. 197—246 https://doi.org/10.1016/j.anthro.2011.02.008
- Beyond the Acheulean: A view on the Lower Paleolithic occupation of Western Eurasia. (в соавт.) // Quanternary International. 2010. Vol. 223—224. pp. 327—344. https://doi.org/10.1016/j.quaint.2009.12.003[8]
- Ранний палеолит Кавказа и Восточной Европы. // Наследие Кубани. 2008. Краснодар. С. 8-77.
- Треугольная пещера. Ранний палеолит Кавказа и Восточной Европы. (в соавторстве). Санкт-Петербург: Островитянин, 2007. 270 стр.
- Ранний палеолит Кавказа: между Европой и Азией. // Невский археолого-историографический сборник. Санкт-Петербург, 2004. Стр. 234—261.
- Палеолит Карачаево-Черкессии. Автореферат диссертации на соискание ученой степени кандидата исторических наук. Санкт-Петербург, 1995. 15 с.
- Мустьерские индустрии Большого Кавказа. // Петербургский археологический вестник, вып. 7. Санкт-Петербург, 1993. Стр. 14-23.
- Раннеашельская стоянка в Треугольной пещере. // Вопросы Археологии Адыгеи. Майкоп, 1992. Стр. 102—134.
- Анализ технологии расщепления камня в раннем палеолите: проблема метода. Советская археология. 1991. № 3 Стр. 130—142 .
- Изучение техники расщепления нуклеусов как системы взаимосвязанных технологических процессов (по материалам Абадзехского местонахождения в Майкопском районе). // Вопросы археологии Адыгеи. Майкоп, 1986. Стр.79-92 .